# Cerro de la Muerte
Cerro de la Muerte (dt.: „Berg/Gipfel des Todes“) ist der Name eines Gipfels der Cordillera de Talamanca in Costa Rica. Er liegt im Gebiet des Tapantí - Cerro de la Muerte Massif National Park und bildet den höchsten Punkt des Pan-American Highway. In der Nähe liegt auch die Cerro de la Muerte Biological Station.

## Namen
Der Name bezieht sich auf die Schwierigkeiten, welche die Überquerung des Passes früher mit sich brachten. Aus dem Valle Central konnte man nur in einem drei- bis vier-tägigen Marsch zu Fuß, oder mit dem Pferd den Berg überqueren. Viele, schlecht vorbereitete Reisende erlagen der Kälte oder dem Regen. Der Pass ist heute durch die Nähe zur Route 2 leicht zu erreichen.

## Geographie
Ein Fahrweg vom Highway (Kilometer 89) führt zum Gipfel, auf dem ein Sammelsurium von Telekommunikation-Antennen angebracht ist. Eine kurze Wanderung vom Highway zu einem weiteren Gipfel ist ebenfalls möglich. Dieser Gipfel ist mit einer Tonne markiert. Ein Straßenschild zeigt den höchsten Punkt des Highway bei 3335 m an. Auf dieser Höhe können die Temperaturen in der Nacht unter den Gefrierpunkt fallen, wobei die Sonne die Landschaft schnell wieder erwärmt. Der Kälterekord liegt bei −6 °C.
Der Highway verläuft im Osten im Tal des Flusses Quebrada Cerro und auf der gegenüberliegenden Passseite im Westen orientiert sich der Verlauf an den Tälern von Quebrada Ojo de Agua und Quebrada Jaboncillo.
Der Gipfel liegt im Kanton Pérez Zeledón in der Hauptstadtprovinz San José. Die Cordillera de Talamanca erstreckt sich vom östlichen Costa Rica bis ins benachbarte westliche Panama. Die Berge sind vulkanischen Ursprungs. Sie entstanden in der Folge von tektonischen Hebungen. Die Trennung von anderen Gebirgszügen begünstigte zahlreiche endemische Tier- und Pflanzenarten, die oft Ähnlichkeiten zu den Arten der Anden aufweisen.
Die höheren Regionen sind hauptsächlich Páramo-Habitate, mit Krüppel-Sträuchern, Zwerg-Bambus und Baumfarnen, sowie kleineren Pflanzen wie Vaccinium-, Ribes- und Frauenschuh-Arten. Unterhalb dieser Zone besteht die natürliche Vegetation aus Eichen-Wald mit Bambus-Unterholz. Der prächtige Quetzal lebt in diesem Gebiet.
Fast 50 % der Vogelarten am Cerro de la Muerte sind endemisch in der Talamanca range. Dazu gehören Feuerkehlkolibri, Bergzaunkönig, Rußdrossel, Graukehl-Musendrossel (black-billed nightingale-thrush, Catharus gracilirostris), Vulkanammertangare (peg-billed finch, Acanthidops bairdi) und Vulkanammer.

## Wandern
Weil die Überquerung des Cerro de la Muerte bis zu fünf Tagesmärsche in Anspruch nahm, wurden zu Beginn des zwanzigsten Jahrhunderts durch das Congressional Decree Number 45 (5. August 1908) drei Raststationen begründet.
Zwischen 1910 und 1912 wurden die Hütten „División“, „La Muerte“ und „Ojo de Agua“ gebaut. Die Kosten beliefen sich auf ₡1.749,47. Die Hütten stehen im Abstand von etwa 10 bis 12 Stunden Fußmarsch. Es gibt die Vorschrift, Feuerholz für den nächsten Gast zu hinterlassen.
1990 würdigte das Ministry of Culture die historische Bedeutung der Schutzhütten, und am 20. November 2016 wurde die „Casa Refugio Ojo de Agua“ restauriert und ist heute ein kleines Museum.

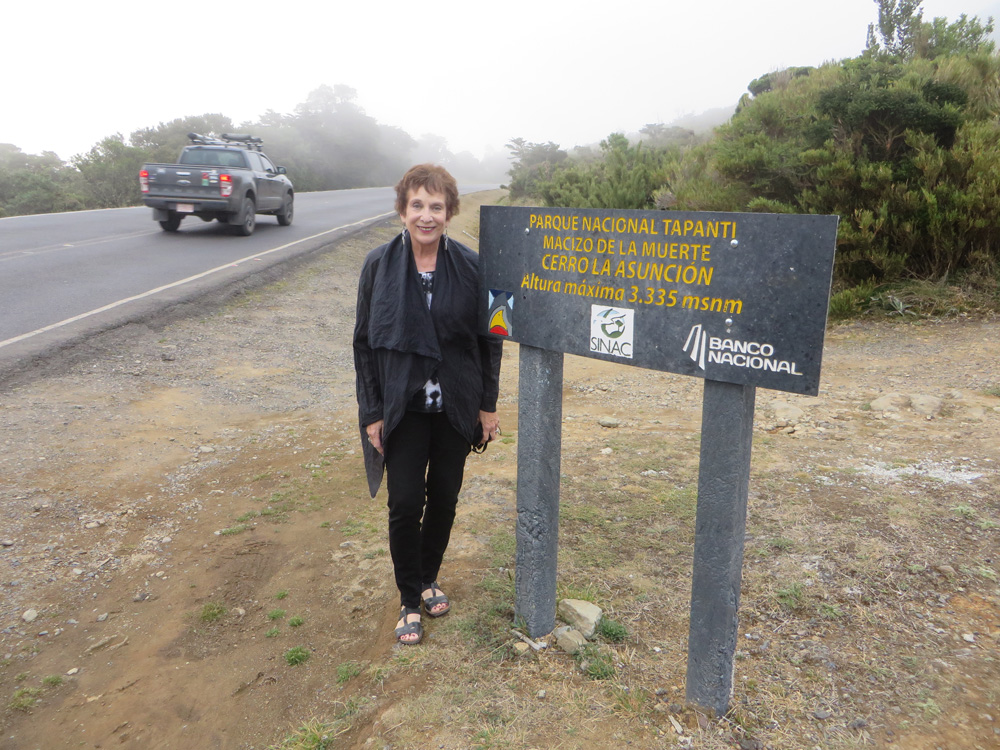
Ein Schild am Cerro de la Muerte in Costa Rica, Inter-American Highway, Höhe 10.942 ft
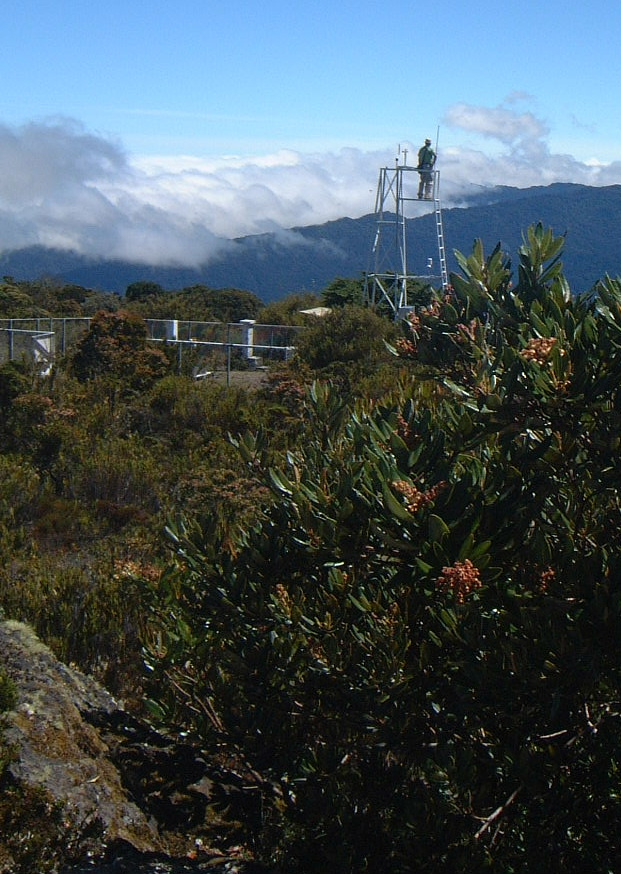
Páramo-Landschaft am Gipfel
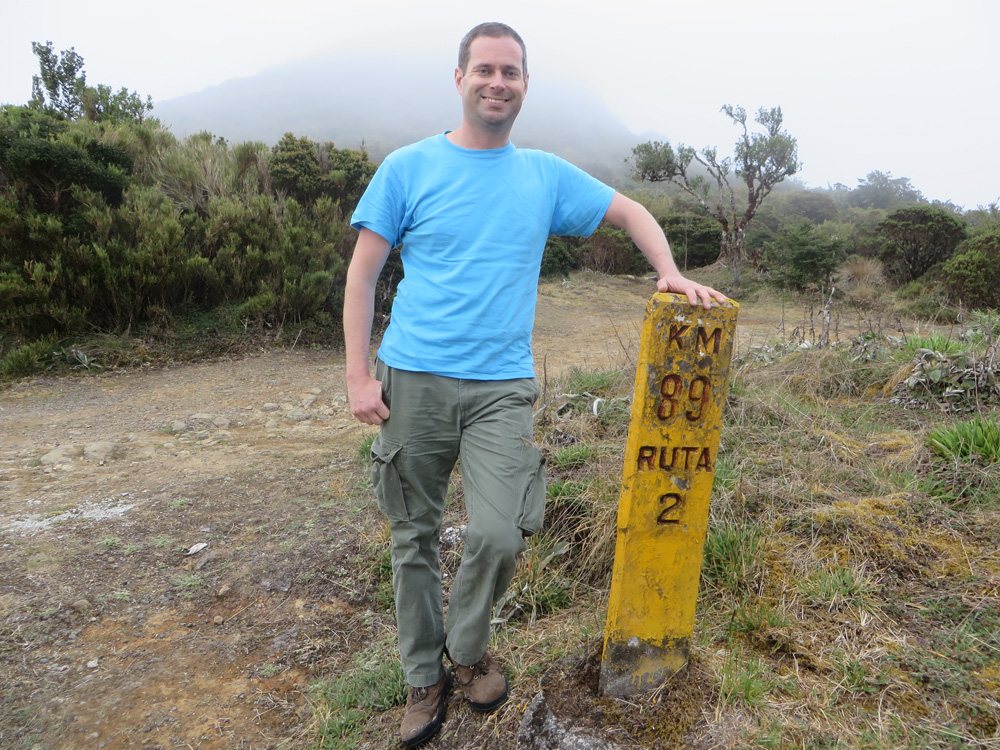
Schild zum Cerro de la Muerte an KM 89 am Costa Rica 2, Inter-American Highway

## Zwischenfälle
Am 29. November 1974 kollidierte ein Transportflugzeug des Typs Douglas DC-4/C-54D-10-DC der Luftwaffe von Honduras (FAH-799) nahe dem 3.451 Meter (11.322 Fuß) hohen Berggipfel Cerro de la Muerte mit dem Gelände. Die Maschine befand sich auf dem Flug von Tegucigalpa (Honduras) zur Howard Air Force Base (Panama). Alle 4 Besatzungsmitglieder, die einzigen Insassen, kamen ums Leben. Das Wrack wurde erst am 16. Mai 1975 gefunden.